# .arab
(.arab) و (.عرب) هُما نطاقان من ضمن نطاق المستوى الأعلى العام (gTLD) في نظام اسم المجال على الإنترنت تُدار من قِبَل جامعة الدول العربية. اسمهُما مأخوذ من العِرق العربي، مما يدل على أنَّه يَتم استخدامهُما من قِبَل «العرب».

## تاريخ
في عام 2010 حصلت هيئة تنظيم الاتصالات في البحرين عن معلومات من جامعة الدول العربية حول إمكانية إدارة «.arab» و «.عرب». قال رئيس هيئة تنظيم الاتصالات بالبحرين، أحمد الدوسري، «إنَّ الرابطة أرادت أن تجمع المعلومات لوضع اللمسات الأخيرة إلى خطتها للعرب واللغة العربية. وكذلك معلومات عن إنشاء السجل الذي سيديرها».
في 27 مارس 2016 أعلنت الهيئة العامة لتنظيم قطاع الاتصالات، أنَّ الإمارات العربية المتحدة قد عُينت من قبل جامعة الدول العربية لتتولى مسؤولية إدارة وتنظيم قطاع الاتصالات. وهذا يشمل تنفيذ مشروع أسماء نطاقات المستوى الأعلى (.arab) و (.عرب) وفقًا لـ وكالة أنباء الإمارات.

## رَوابط خَارجيَّة
- الموقع الرسمي
- http://whois.nic.arab/